# Cantó de Rabastens de Bigòrra
El cantó de Rabastens de Bigòrra és un cantó francès del departament dels Alts Pirineus, situat al districte de Tarba. Té 24 municipis i el cap cantonal és Rabastens de Bigòrra.

## Municipis
- Ansòst
- Barbashen
- Baselhac
- Bolh Davant
- Buson
- Los Condaus
- Gençac
- La Cassanha
- Hlamiac
- Lescurri
- Liac
- Mançan
- Mingòt
- Montfaucon
- Montmolós
- Peirun
- Rabastens de Bigòrra
- Sent Sever
- Sarriac
- Lo Segalàs
- Senac
- Tostac
- Trolei e la Barta
- Unhoans

## Història
| Data d'elecció                           | Identitat         | Partit         | Qualitat |
| ---------------------------------------- | ----------------- | -------------- | -------- |
| 1988-1994                                | Roger Larré       | MRG            |          |
| 1994-2008                                | Pierre Lalanne    | PS             |          |
| 2008-                                    | Roland Dubertrand | Sense etiqueta |          |
| les dades anteriors no són pas conegudes |                   |                |          |
|                                          |                   |                |          |

## Demografia
| 1962  | 1968  | 1975  | 1982  | 1990  | 1999  | 2006  |
| ----- | ----- | ----- | ----- | ----- | ----- | ----- |
| 4.365 | 4.229 | 4.123 | 4.496 | 4.518 | 4.470 | 4.754 |